# British Academy Film Awards 2009
Die 62. Verleihung der British Academy Film Awards fand am 8. Februar 2009 im Royal Opera House in London statt. Die Filmpreise der British Academy of Film and Television Arts (BAFTA) wurden in 22 Kategorien verliehen, hinzu kamen der Orange Rising Star Award als Publikumspreis sowie drei Spezial- bzw. Ehrenpreis-Kategorien.  Die Verleihung zeichnete Filme des Jahres 2008 aus. Gastgeber der Veranstaltung war zum dritten Mal der britische Moderator und Filmkritiker Jonathan Ross.
Die Nominierungen wurden am 15. Januar 2009 bekanntgegeben, die Nominierten des Nachwuchspreises Orange Rising Star Award und die Nominierungen für den besten nicht-englischsprachigen Film wurden bereits vorab veröffentlicht.
Die meisten Nominierungen hatten erwartungsgemäß die US-amerikanische Literaturverfilmung Der seltsame Fall des Benjamin Button sowie der britische Film Slumdog Millionär erhalten, die beide auf elf Nominierungen kamen. Bei der Preisverleihung setzte sich als erfolgreichster Film Slumdog Millionär durch, der sieben Preise erhielt, darunter die als bester Film, für die beste Regie und das beste Drehbuch. In der laufenden Filmpreissaison war das Drama von Danny Boyle bereits mit zahlreichen Preisen, darunter vier Golden Globe Awards, ausgezeichnet worden. Als bester britischer Film des Jahres setzte sich der Dokumentarfilm Man on Wire – Der Drahtseilakt durch. Der seltsame Fall des Benjamin Button war mit drei Preisen lediglich in technischen Kategorien erfolgreich.
Deutschland war in der Kategorie Bester nicht-englischsprachiger Film mit dem RAF-Drama Der Baader Meinhof Komplex vertreten, hatte aber gegenüber dem französischen Drama So viele Jahre liebe ich dich das Nachsehen. Als bester animierter Spielfilm wurde Pixars WALL·E – Der Letzte räumt die Erde auf geehrt, der sechsmal für den Oscar nominiert war. In den Darstellerkategorien setzten sich ebenfalls die für den Oscar favorisierten Schauspieler durch. Als beste Hauptdarsteller wurden Mickey Rourke (The Wrestler) und Kate Winslet (Der Vorleser) geehrt, die in derselben Kategorie auch für ihre Darstellung in Zeiten des Aufruhrs berücksichtigt worden war. Postum erhielt Heath Ledger für seine Leistung als Joker in der Batman-Verfilmung The Dark Knight die Auszeichnung als bester Nebendarsteller, während die Spanierin Penélope Cruz den britischen Filmpreis für ihre Nebenrolle in Vicky Cristina Barcelona gewann.
Gänzlich ignoriert wurde Mike Leighs Komödie Happy-Go-Lucky, die Hauptdarstellerin Sally Hawkins den Golden Globe Award als beste Komödiendarstellerin eingebracht hatte. Bereits bei Bekanntgabe der Nennungen auf der so genannten „Longlist“ hatte Leighs Komödie nur in drei Kategorien Berücksichtigung gefunden.
Mit dem Ehrenpreis der BAFTA, der Academy Fellowship, wurde der Filmregisseur Terry Gilliam ausgezeichnet. Mit Gilliam werde einer der „originellsten, einfallsreichsten und innovativsten Regisseure“ der Gegenwart geehrt, hieß es in der Urteilsbegründung.
| Film                                                     | N  | A |
| -------------------------------------------------------- | -- | - |
| Der seltsame Fall des Benjamin Button                    | 11 | 3 |
| Slumdog Millionär                                        | 11 | 7 |
| The Dark Knight                                          | 9  | 1 |
| Der fremde Sohn                                          | 8  | 0 |
| Frost/Nixon                                              | 6  | 0 |
| Der Vorleser                                             | 5  | 1 |
| Brügge sehen… und sterben?                               | 4  | 1 |
| Milk                                                     | 4  | 0 |
| Zeiten des Aufruhrs                                      | 4  | 0 |
| Burn After Reading – Wer verbrennt sich hier die Finger? | 3  | 0 |
| Glaubensfrage                                            | 3  | 0 |
| Mamma Mia!                                               | 3  | 0 |
| So viele Jahre liebe ich dich                            | 3  | 1 |
| WALL·E – Der Letzte räumt die Erde auf                   | 3  | 1 |
| Die Herzogin                                             | 2  | 1 |
| Hunger                                                   | 2  | 1 |
| James Bond 007 – Ein Quantum Trost                       | 2  | 0 |
| Man on Wire – Der Drahtseilakt                           | 2  | 1 |
| Persepolis                                               | 2  | 0 |
| The Wrestler                                             | 2  | 1 |
| Waltz with Bashir                                        | 2  | 0 |

## Preisträger und Nominierungen

### Bester Film
Slumdog Millionär – Christian Colson
Der seltsame Fall des Benjamin Button (The Curious Case of Benjamin Button) – Kathleen Kennedy, Frank Marshall, Ceán Chaffin
Der Vorleser (The Reader) – Anthony Minghella, Sydney Pollack, Donna Gigliotti, Redmond Morris
Frost/Nixon – Tim Bevan, Eric Fellner, Brian Grazer, Ron Howard
Milk – Dan Jinks, Bruce Cohen

### Bester britischer Film

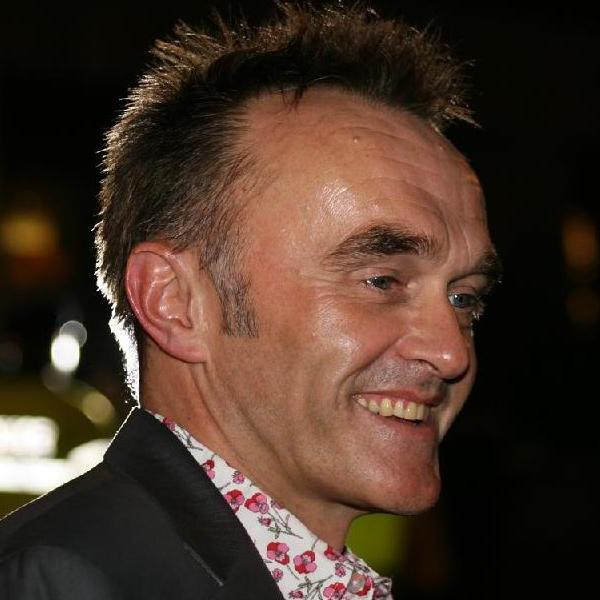
Bester Filmregisseur: Danny Boyle (Slumdog Millionär), 2008

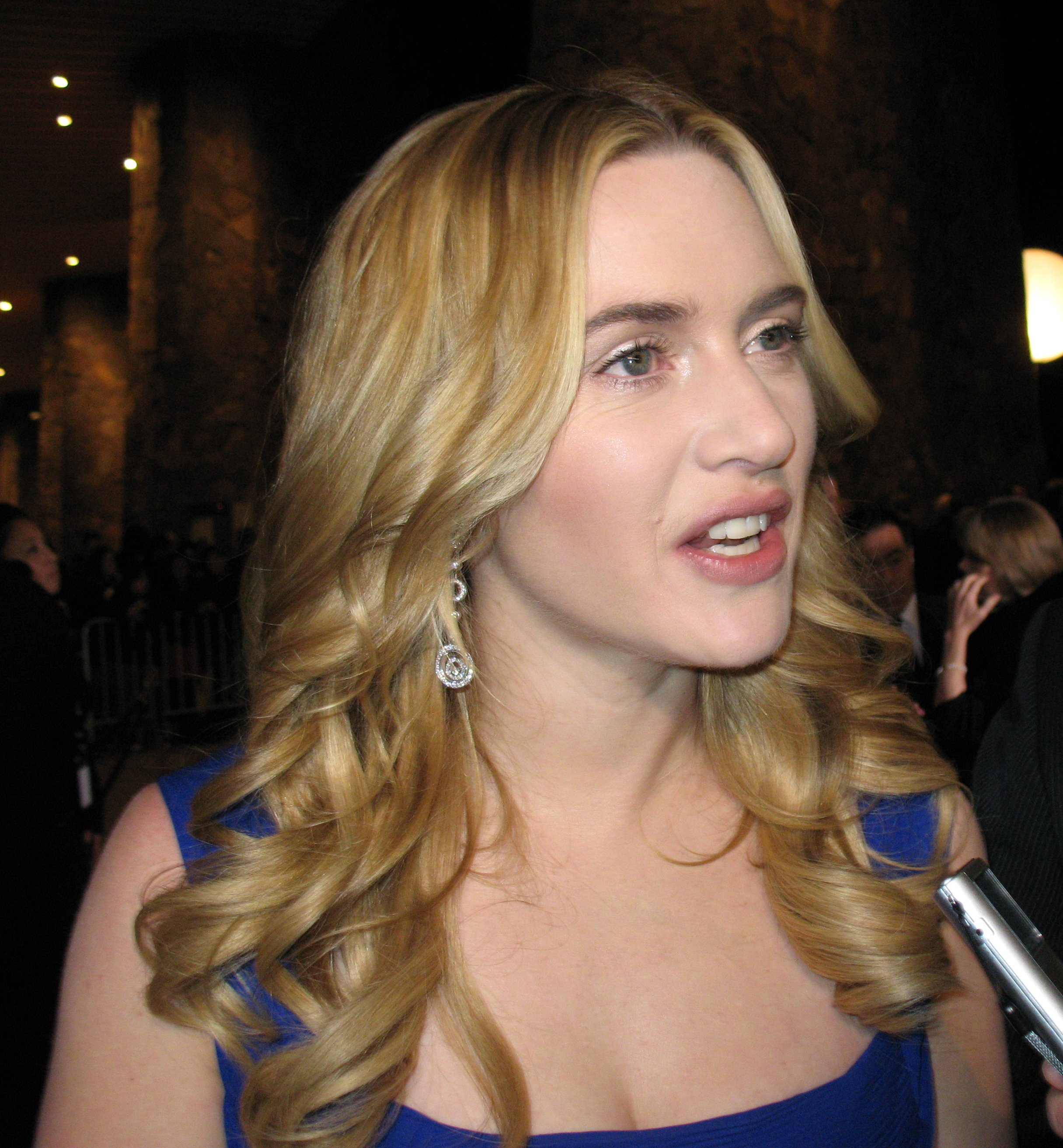
Beste Hauptdarstellerin: Kate Winslet (Der Vorleser), 2007

Man on Wire – Der Drahtseilakt (Man on Wire) – Simon Chinn, James Marsh
Brügge sehen… und sterben? (In Bruges) – Graham Broadbent, Pete Czernin, Martin McDonagh
Hunger – Laura Hastings-Smith, Robin Gutch, Steve McQueen, Enda Walsh
Mamma Mia! – Judy Craymer, Gary Goetzman, Phyllida Lloyd, Catherine Johnson
Slumdog Millionär – Christian Colson, Danny Boyle, Simon Beaufoy

### Beste Regie
Danny Boyle – Slumdog Millionär
Stephen Daldry – Der Vorleser (The Reader)
Clint Eastwood – Der fremde Sohn (Changeling)
David Fincher – Der seltsame Fall des Benjamin Button (The Curious Case of Benjamin Button)
Ron Howard – Frost/Nixon

### Bester Hauptdarsteller
Mickey Rourke – The Wrestler
Frank Langella – Frost/Nixon
Dev Patel – Slumdog Millionär
Sean Penn – Milk
Brad Pitt – Der seltsame Fall des Benjamin Button (The Curious Case of Benjamin Button)

### Beste Hauptdarstellerin

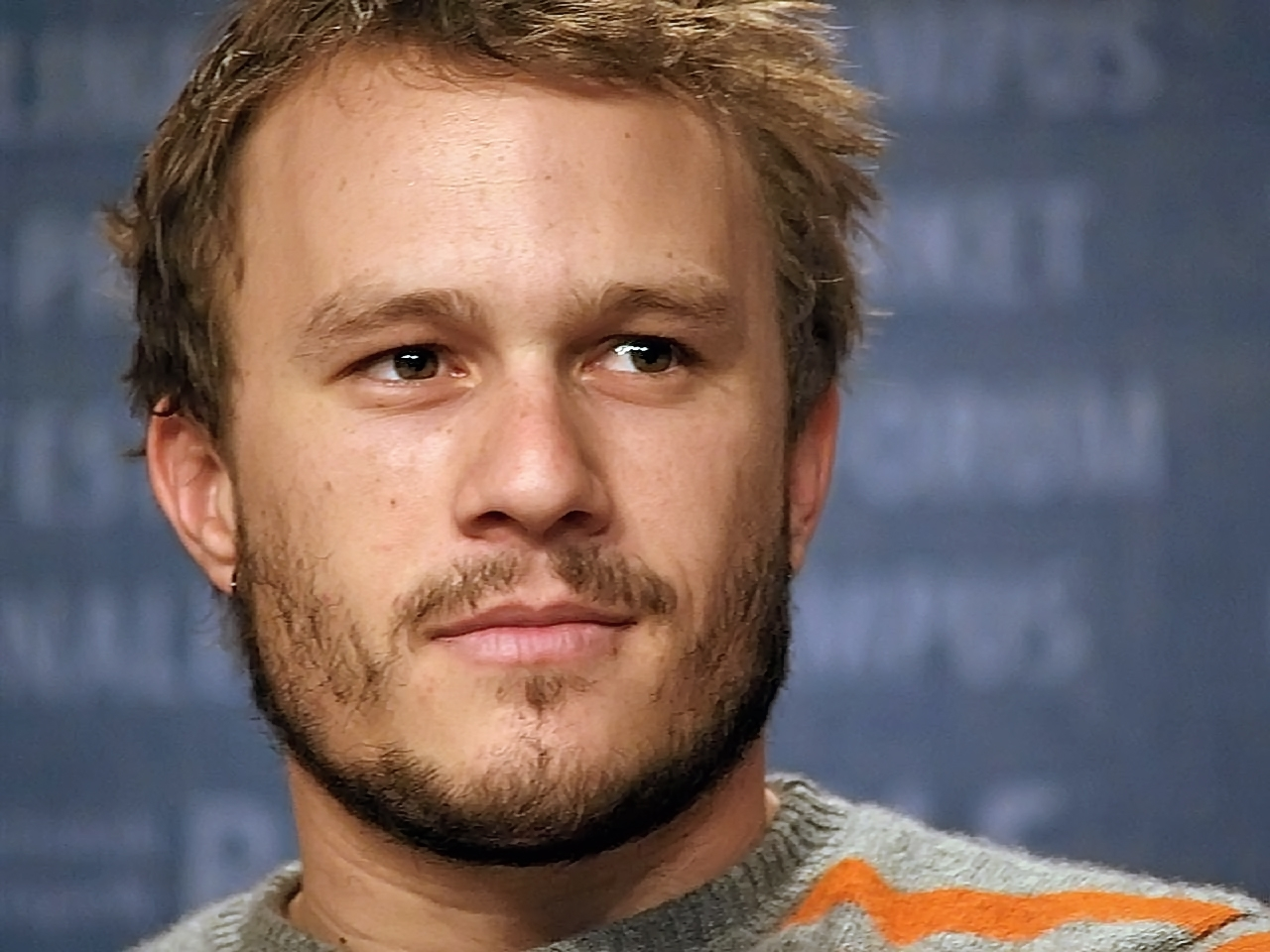
Postum als bester Nebendarsteller geehrt: Heath Ledger (The Dark Knight), 2006

Kate Winslet – Der Vorleser (The Reader)
Angelina Jolie – Der fremde Sohn (Changeling)
Kristin Scott Thomas – So viele Jahre liebe ich dich (Il y a longtemps que je t'aime)
Meryl Streep – Glaubensfrage (Doubt)
Kate Winslet – Zeiten des Aufruhrs (Revolutionary Road)

### Bester Nebendarsteller

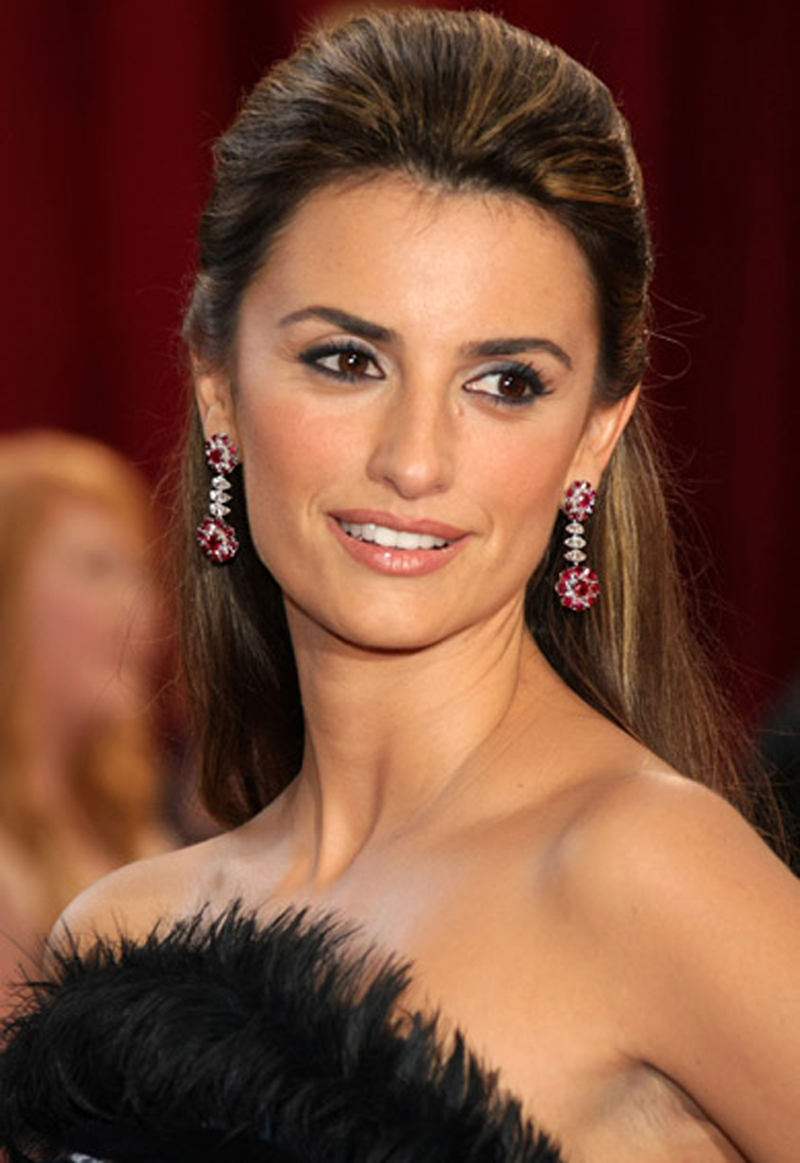
Beste Nebendarstellerin: Penélope Cruz (Vicky Cristina Barcelona), 2008

Heath Ledger – The Dark Knight
Robert Downey Jr. – Tropic Thunder
Brendan Gleeson – Brügge sehen… und sterben? (In Bruges)
Philip Seymour Hoffman – Glaubensfrage (Doubt)
Brad Pitt – Burn After Reading – Wer verbrennt sich hier die Finger? (Burn After Reading)

### Beste Nebendarstellerin
Penélope Cruz  – Vicky Cristina Barcelona
Amy Adams – Glaubensfrage (Doubt)
Freida Pinto – Slumdog Millionär
Tilda Swinton – Burn After Reading – Wer verbrennt sich hier die Finger? (Burn After Reading)
Marisa Tomei – The Wrestler

### Beste darstellerische Nachwuchsleistung(Orange Rising Star Award)
Noel Clarke
Michael Cera
Michael Fassbender
Rebecca Hall
Toby Kebbell

### Bestes adaptiertes Drehbuch
Simon Beaufoy – Slumdog Millionär
Peter Morgan – Frost/Nixon
Eric Roth – Der seltsame Fall des Benjamin Button (The Curious Case of Benjamin Button)
David Hare – Der Vorleser (The Reader)
Justin Haythe – Zeiten des Aufruhrs (Revolutionary Road)

### Bestes Original-Drehbuch
Martin McDonagh – Brügge sehen… und sterben? (In Bruges)
Ethan und Joel Coen – Burn After Reading – Wer verbrennt sich hier die Finger? (Burn After Reading)
J. Michael Straczynski – Der fremde Sohn (Changeling)
Philippe Claudel – So viele Jahre liebe ich dich (Il y a longtemps que je t'aime)
Dustin Lance Black – Milk

### Beste Kamera
Anthony Dod Mantle – Slumdog Millionär
Roger Deakins, Chris Menges – Der Vorleser (The Reader)
Claudio Miranda – Der seltsame Fall des Benjamin Button (The Curious Case of Benjamin Button)
Wally Pfister – The Dark Knight
Tom Stern – Der fremde Sohn (Changeling)

### Bestes Szenenbild
Donald Graham Burt, Victor J. Zolfo – Der seltsame Fall des Benjamin Button (The Curious Case of Benjamin Button)
Nathan Crowley, Peter Lando – The Dark Knight
Michelle Day, Mark Digby – Slumdog Millionär
Gary Fettis, James J. Murakami – Der fremde Sohn (Changeling)
Debra Schutt, Kristi Zea – Zeiten des Aufruhrs (Revolutionary Road)

### Beste Kostüme
Michael O’Connor – Die Herzogin (The Duchess)
Lindy Hemming – The Dark Knight
Deborah Hopper – Der fremde Sohn (Changeling)
Jacqueline West – Der seltsame Fall des Benjamin Button (The Curious Case of Benjamin Button)
Albert Wolsky – Zeiten des Aufruhrs (Revolutionary Road)

### Beste Maske
Jean Ann Black, Colleen Callaghan – Der seltsame Fall des Benjamin Button (The Curious Case of Benjamin Button)
Steven E. Anderson, Michael White – Milk
Jan Archibald, Daniel Phillips – Die Herzogin (The Duchess)
Edouard F. Henriques, Kim Santantonio – Frost/Nixon
Peter Robb-King – The Dark Knight

### Beste Filmmusik (Anthony Asquith Award)
A. R. Rahman – Slumdog Millionär
Benny Andersson, Björn Ulvaeus – Mamma Mia!
Alexandre Desplat – Der seltsame Fall des Benjamin Button (The Curious Case of Benjamin Button)
Thomas Newman – WALL·E – Der Letzte räumt die Erde auf (WALL·E)
James Newton Howard, Hans Zimmer – The Dark Knight

### Bester Schnitt
Chris Dickens – Slumdog Millionär
Kirk Baxter, Angus Wall – Der seltsame Fall des Benjamin Button (The Curious Case of Benjamin Button)
Joel Cox, Gary D. Roach – Der fremde Sohn (Changeling)
Jon Gregory – Brügge sehen… und sterben? (In Bruges)
Dan Hanley, Mike Hill – Frost/Nixon
Lee Smith – The Dark Knight

### Bester Ton
Glenn Freemantle, Resul Pookutty, Richard Pryke, Tom Sayers, Ian Tapp – Slumdog Millionär
Jimmy Boyle, Eddy Joseph, Chris Munro, Mike Prestwood Smith, Mark Taylor – James Bond 007 – Ein Quantum Trost (Quantum of Solace)
Ben Burtt, Tom Myers, Michael Semanick, Matthew Wood – WALL·E – Der Letzte räumt die Erde auf (WALL·E)
Lora Hirschberg, Richard King, Ed Novick, Gary Rizzo – The Dark Knight
Walt Martin, Alan Robert Murray, John Reitz, Gregg Rudloff – Der fremde Sohn (Changeling)

### Beste visuelle Effekte
Eric Barba, Craig Barron, Nathan McGuinness, Edson Williams – Der seltsame Fall des Benjamin Button (The Curious Case of Benjamin Button)
Chris Corbould, Nick Davis, Paul Franklin, Tim Webber – The Dark Knight
Chris Corbould, Kevin Tod Haug – James Bond 007 – Ein Quantum Trost (Quantum of Solace)
Pablo Helman, Marshall Krasser, Steve Rawlins – Indiana Jones und das Königreich des Kristallschädels (Indiana Jones and the Kingdom of the Crystal Skull)
Shane Mahan, John Nelson, Ben Snow, Hal Hickel – Iron Man

### Beste Nachwuchsleistung (Carl Foreman Award)
Steve McQueen (Regisseur, Drehbuchautor) – Hunger
Roy Boulter, Sol Papadopoulos (Produzenten) – Of Time and the City
Simon Chinn (Produzent) – Man on Wire – Der Drahtseilakt (Man on Wire)
Judy Craymer (Produzentin) – Mamma Mia!
Garth Jennings (Drehbuchautor) – Der Sohn von Rambow (Son of Rambow)

### Bester animierter Spielfilm
WALL·E – Der Letzte räumt die Erde auf (WALL·E) – Andrew Stanton
Persepolis (Persépolis) – Marjane Satrapi, Vincent Paronnaud
Waltz with Bashir (ואלס עם באשיר) – Ari Folman

### Bester animierter Kurzfilm
Wallace & Gromit – Auf Leben und Brot (Wallace And Gromit: A Matter Of Loaf And Death) – Bob Baker, Nick Park, Steve Pegram
Codswallop – Greg McLeod, Myles McLeod
Schädlinge (Varmints) – Sue Goffe, Marc Craste

### Bester Kurzfilm
September – Esther May Campbell, Stewart Le Maréchal
Kingsland #1: The Dreamer – Tony Grisoni, Kate Ogborn
Love You More – Sam Taylor-Johnson, Patrick Marber, Anthony Minghella, Caroline Harvey
Ralph – Olivier Kaempfer, Alex Winckler
Voyages d’Affaires – Sean Ellis, Celine Quideau

### Bester nicht-englischsprachiger Film
So viele Jahre liebe ich dich (Il y a longtemps que je t'aime), Frankreich – Yves Marmion, Philippe Claudel
Der Baader Meinhof Komplex, Deutschland – Bernd Eichinger, Uli Edel
Gomorrha – Reise in das Reich der Camorra (Gomorra), Italien – Domenico Procacci, Matteo Garrone
Persepolis (Persépolis), Frankreich – Marc-Antoine Robert, Xavier Rigault, Vincent Paronnaud, Marjane Satrapi
Waltz with Bashir (ואלס עם באשיר), Israel – Serge Lalou, Gerhard Meixner, Yael Nahlieli, Ari Folman

## Ehrenpreise

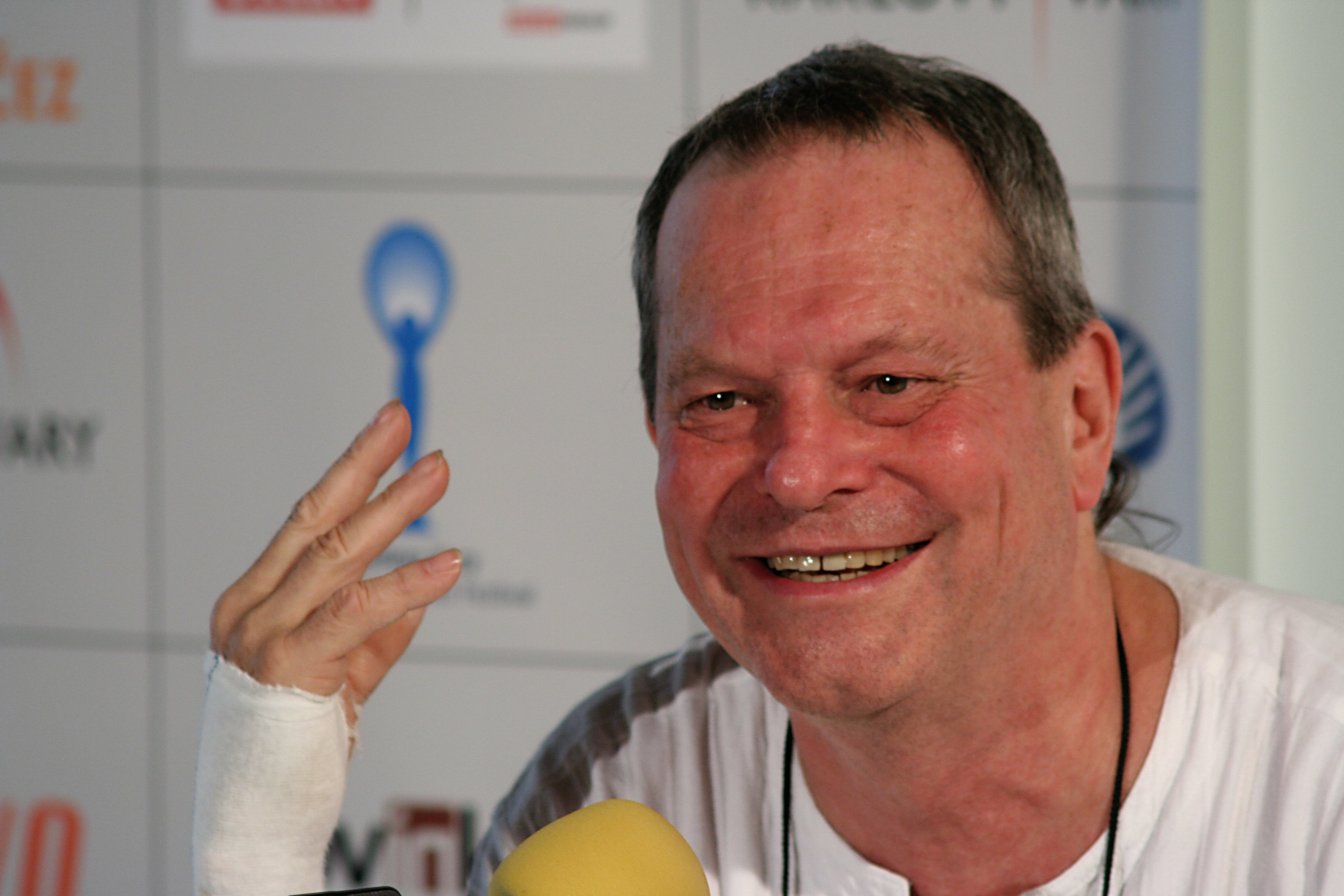
Terry Gilliam, 2006

### Academy Fellowship
- Terry Gilliam – amerikanisch-britischer Filmregisseur und Drehbuchautor; Mitbegründer von Monty Python

### Herausragender britischer Beitrag zum Kino
(Outstanding British Contribution to Cinema)
- Pinewood Studios
- Shepperton Studios

### Special Award
- Nicolas Roeg – britischer Filmregisseur und Kameramann
- Monty Python Team